# Сейль-Амбер
Сейль-Амбе́р — дрібний острів в Червоному морі в архіпелазі Дахлак, належить Еритреї, адміністративно відноситься до району Дахлак регіону Семіен-Кей-Бахрі.

## Географія
Розташований на південний схід від мису Рас-Шока на острові Дахлак. Має видовжену з північного заходу на південний схід форму. Довжина 450 м, ширина не перевищує 150 м. Острів вкритий чагарниками, знаходиться посеред великого коралового рифу.